# Estudio móvil de The Rolling Stones

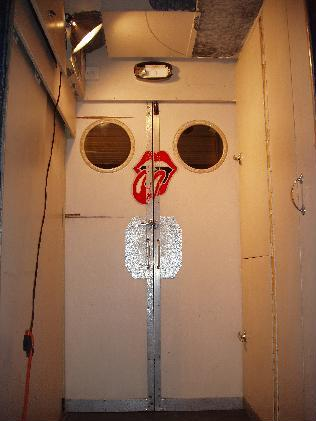
Entrada del estudio móvil de los Stones.

Este estudio de grabación fue propiedad de los Rolling Stones.  La primera versión de esta unidad fue construida por la compañía Helios Electronics de Dick Swettenham, que había trabajado anteriormente en los estudios Olympic de Londres.  Aunque en un inicio fue diseñado para las grabaciones de los trabajos de los Stones, pronto fue utilizado por otros artistas. En este grabaron Deep Purple, The Who, Faces, Carlos Santana, Bob Marley y Led Zeppelin. Actualmente es propiedad de la Cantos Music Foundation, localizada en Calgary, Alberta, Canadá.

## Historia
El concepto de una unidad móvil para The Rolling Stones se remonta a 1968, cuando decidieron que necesitaban un nuevo ambiente para realizar sus producciones. Cansados de las limitaciones en diversos estudios de grabación por el horario, de 9am a 5pm, optaron por realizar las sesiones y grabaciones en la nueva casa de campo del vocalista Mick Jagger, Stargroves, en East End, Newbury. Trasladaron todo el equipo necesario a la casa y pusieron el Control Room dentro de un camión, idea promovida por Ian Stewart. Bajo la dirección de ingenieros y productores, entre ellos Glyn Johns, le fue encargado la realización de la tarea a Dick Swettenham, cuya compañía Helios Electronics proveía de consolas de mezclado a los principales estudios de Londres.
Originalmente el estudio contenía un máximo de 20 micrófonos y grababa en un formato de 8 pistas, pero cuando este se comenzó a utilizar para la grabación de conciertos, fue aumentado a 16 canales. A inicios de la década de los 70 sirvió para la grabación de los álbumes Led Zeppelin III (1970), Led Zeppelin IV (1971), Houses of The Holy (1974) y Physical Graffiti (1975) de Led Zeppelin; el álbum Machine Head de Deep Purple y la canción "Won't Get Fooled Again" de The Who. En 2001 le fue entregada a la Cantos Music Foundation por un donante anónimo.

## Trabajos notables en la unidad

### Sencillos
- "Smoke on the Water" - Deep Purple
- "No Woman, No Cry" - Bob Marley and the Wailers
- "Bring Your Daughter... to the Slaughter" - Iron Maiden

### Álbumes
- 1970: Led Zeppelin III - Led Zeppelin
- 1971: Led Zeppelin IV - Led Zeppelin
- 1971: Sticky Fingers - The Rolling Stones
- 1972: Exile on Main St. - The Rolling Stones
- 1972: Machine Head - Deep Purple
- 1972: Happy to Meet-Sorry to Part - Horslips
- 1973: Houses of the Holy - Led Zeppelin
- 1973: Penguin - Fleetwood Mac
- 1973: Mystery to Me - Fleetwood Mac
- 1974: Burn - Deep Purple
- 1975: Physical Graffiti - Led Zeppelin
- 1977: Live! - Status Quo
- 1977: Moonflower - Santana
- 1979: "Lovehunter"- Whitesnake
- 1981: Rocket 88 - Rocket 88
- 1984: Alchemy - Dire Straits
- 1990: No Prayer for the Dying - Iron Maiden